# راه‌های آزادی
راه‌های آزادی (لهستانی: Drogi wolności) یک مجموعهٔ تلویزیونی درام تاریخی لهستانی است که در سال ۲۰۱۸ منتشر شد. قسمت آزمایشی این سریال در ۱۵ ژوئیهٔ ۲۰۱۸ پخش شد و پس از استقبال بینندگان از آن، از ۲ سپتامبر ۲۰۱۸ ادامه یافت.

## گزیدهٔ بازیگران

### نقش‌های اصلی
- یولیا رُسنوفسکا در نقش لالا بیرناتسکا
- پائولینا گاوونسکا در نقش ماریانا بیرناتسکا
- کاتاژینا زاوادسکا در نقش آلینا بیرناتسکا

### نقش‌های فرعی و مکمل
- ایزابلا کونا
- آنا پولونی
- آدام تسیفکا
- برنادتا ماخائو-کژمینسکا
- میروسواف هانیشفسکی
- مارچین بوساک
- مارتا اویژینسکا
- ماگدالنا اسمالارا
- زبیگنیف استرئی
- زبیگنیف سوشنسکی
- گژگوش وُنس
- هلنا سویتسکا
- ماگدالنا کولشنیک
- بئاتا شچیباکوفنا
- مارتا مالیکوفسکا
- ماریوش زانیفسکی
- والدمار چیشاک
- وویچیخ کالاروس
- سیلویا بورونی